# ヒーローではないけれど
『ヒーローではないけれど』（朝: 히어로는 아닙니다만,英: The Atypical Family）は、2024年5月4日から6月9日まで放送されたテレビドラマ。
超能力家族を軸に数々の奇想天外な事態が引き起こされていくファンタジーヒューマンロマンス。日本ではNetflixで配信中。

## あらすじ
超能力を持つポク一族。過去に戻る力を持っていた長男のギジュ（チャン・ギヨン）はある事故をきっかけに鬱病に悩まされ、能力も喪失してアルコール中毒に。予知夢の能力を持つ母のマヌム（コ・ドゥシム）はその能力で株投資や宝くじを買い、財産を築いてきたが、不眠症で能力を発揮できなくなった。長女でギジュの姉ドンヒ（スヒョン）は飛行能力を持っていたが、過食症で肥満になり飛べない。スマホ依存症の影響で近眼のギジュの娘イナ（パク・ソイ）は、能力が遺伝せず、中学生になっても超能力は使えない。
そんなある日、一家で出かけた海でギジュは崖から転落し、1人の女性が救う。後日、エステサロンで勤務する女性、ト・ダヘ（チョン・ウヒ）と再会したマヌムは彼女を気に入り、一家とダヘは謎の同居生活を送ることに。天涯孤独だと言っていたダヘはサウナを営むオーナーであるイルホン（キム・グムスン）を母として、義妹や義叔父と偽造家族として暮らしていた。ダヘがポク一族に近づいたのは、亡父の借金を返済するためにポク一族の資産を騙し取ることが目的だった。ダヘがポク一族と同居して以降、一族は能力を取り戻していくが…。

## キャスト

### ポク家
ポク・ギジュ：チャン・ギヨン 
主人公。過去に戻る能力を持つポク家の長男。
消防士だったが、娘のイナが産まれた日に起きた不運な事故のショックからうつ病を発症。妻を交通事故で亡くし、アルコール中毒を併発。ダヘと出会ってから、運命が変わる。
ポク・マヌム：コ・ドゥシム
予知夢を見ることが出来るポク家の母親かつ大黒柱。ビルオーナー。
ギジュを助けたダヘを運命の人と感じ、屋敷に迎える。
ポク・ドンヒ：キム・スヒョン
浮遊能力を持つポク家の長女。
かつてはモデルとしても活躍していたが、突然、肥満になったことで能力を失ってしまった。
ポク・イナ：パク・ソイ
スマホ依存症のギジュの娘。近眼。
ダヘを最初は冷酷に接していたが、やがて、受け入れるようになる。
オム・スング：オ・マンソク
マヌムの夫。ギジュらの父。
婿入りしてきたため、超能力は持たない。料理上手。

### ダヘとその仲間
ト・ダヘ：チョン・ウヒ
ヒロイン。エステサロンなど転々とバイトしている。バツ2を経験している詐欺師。
亡父の借金を返済するため、ポク家の資産を奪おうと侵入する。
ペク・イロン：キム・グムスン
ダヘの母を演じるサウナ経営者。
ダヘと共にポク家の資産を盗み取ろうと奮闘している。
グレース：リュ・アベル
ダヘの妹を演じる詐欺師仲間。
ダヘと共にポク家のジムに潜入し、ジムのトレーナーとして働くことになる。
ノ・ヒョンテ：ロイ
ダヘの叔父を演じる詐欺師仲間。
イロンのサウナで雑用を行っている。

## スタッフ
- 演出：チョ・ヒョンテク
- 脚本：チョ・ファミ